# Presse jeunesse en France
La presse jeunesse s’adresse aux enfants de moins de 18 ans. 
En 2014, en France, on dénombre près de trois cents magazines jeunesse pour plus de 9 millions de lecteurs. Le temps moyen consacré chaque semaine par les enfants à leurs magazines préférés va de 3 à 4 heures.
Dans la pratique, la presse jeunesse se répartit en quatre grandes catégories : 
- La presse éveil : jusqu’à 6 ans.
- La presse enfance : de 6 à 9 ans.
- La presse junior : à partir de 8 ans.
- La presse adolescent : pour adolescents.

## Historique
Même si une cinquantaine de magazines jeunesse sont créés chaque année, certains titres sont très anciens. Le Journal de Mickey a ainsi eu 80 ans en 2014 et Pomme d’Api 50 ans en 2016.
C'est le 16 juillet 1949 qu'est adoptée la loi sur les publications destinées à la jeunesse.

## Le Groupe de la Presse jeunesse du SEPM : LPJ
Le groupe de la Presse jeunesse du SEPM (Syndicat des éditeurs de la presse magazine), « La Presse Jeunesse », est composé de quatorze éditeurs publiant soixante-neuf magazines. 
Il est ouvert à tous les anciens membres du Syndicat de la Presse des Jeunes et aux éditeurs jeunesse membres du SEPM. Il se veut un espace d’échanges entre tous les éditeurs de magazines jeunesse, quelle que soit leur taille, permettant d’aborder les problématiques communes : publicité, visibilité en kiosque, rapport à l’école, éducation aux média et à la citoyenneté.
Il a pour objectif la mise en œuvre d’actions communes vis-à-vis des pouvoirs publics, des acteurs de la filière presse et du grand public. Chaque année, il organise le pôle presse (vente de magazines et animations à destination des scolaires, des professionnels et du grand public) au Salon du Livre et de la Presse Jeunesse de Montreuil, rendez-vous national de la littérature jeunesse, qui réunit plus de 160 000 visiteurs et 400 exposants.
Les groupes de Presse membres du LPJ :
- Audiovisuel Éditions Mini Schools
- Bayard jeunesse
- Dupuis[6]
- Éclaireuses et éclaireurs de France
- Éditions Faton
- Éditions Jibena
- Enrik B. éditions
- Société Alsacienne de Publications
- Fleurus presse[7]
- Le Journal des enfants
- Milan Presse[8]
- Reworld Média France
- Ti-Racoonteur
- Unique heritage entertainment : Disney Hachette Presse

## La presse pour enfants
Légende du tableau
- Titre : titre de la publication.
- Éditeur (groupe) : l'éditeur publiant le titre de presse peut être la filiale d'un groupe de presse groupe dont le nom est précisé entre parenthèses.
- Âge : tranche d'âge visée par l'éditeur.
- Périodicité
- Diffusion : chiffres des ventes moyennes par numéro en France en 2005 (France payée 2005) publiés soit par l'OJD soit par les éditeurs.

### Presse généraliste
| Titre                                         | Éditeur (groupe)                                         | Âge                   | Périodicité     | Diffusion |
| --------------------------------------------- | -------------------------------------------------------- | --------------------- | --------------- | --------- |
| Abricot                                       | Fleurus Presse (UHM)                                     | 3 à 6 ans             | Mensuel         | 151 478   |
| Astrapi                                       | Bayard                                                   | 7 à 11 ans            | Bimensuel       | 64 225    |
| Babar                                         | Bayard                                                   | 2 à 5 ans             | Mensuel         | 24 702    |
| Bambi                                         | Disney Hachette (HFM)                                    | ?                     | Mensuel         | 43 838    |
| Baïka                                         | Baïka                                                    | 8 à 12 ans            | Trimestriel     |           |
| Biscoto                                       | Biscoto éditions                                         | 8 à 13 ans            | Mensuel         |           |
| Dada                                          | Éditions Arola                                           | À partir de 6 ans     | Mensuel         |           |
| Disney's Princesse                            | Disney Hachette (HFM)                                    | ?                     | Mensuel         | 28 457    |
| De l'eau à mon moulin                         | association de l'eau à mon moulin (éditeur associatif)\| | familiale 4 / 12 ans! | Mensuel         |           |
| Kid's Mania                                   | Cyber Press                                              | 8 à 13 ans            | Mensuel         | 39 424    |
| Georges                                       | grain de sel                                             | À partir de 7 ans     | trimestriel     |           |
| Jeux des Grands et Petits                     | Jeux des grands et petits                                | à partir de 5 ans     | trimestriel     |           |
| Manon                                         | Milan (Bayard)                                           | 6 à 8 ans             | Mensuel         | 35 468    |
| Oui-Oui                                       | Bayard                                                   | 3 à 6 ans             | Bimestriel      |           |
| Les P'tites Filles à la vanille               | Fleurus Presse (UHM)                                     | 3 à 5 ans             | Mensuel         | 31 200    |
| Les P'tites Princesses                        | Fleurus Presse (UHM)                                     | 5 à 8 ans             | Mensuel         | 33 017    |
| Les P'tites Sorcières                         | Fleurus Presse (UHM)                                     | 8 à 12 ans            | Mensuel         | 52 033    |
| Philéas & Autobule                            | CAL, CAL-bw & Entre-vues                                 | 6 à 12 ans            | Bimestriel      | ?         |
| Picoti                                        | Milan (Bayard)                                           | 9 mois à 3 ans        | Mensuel         | 41 455    |
| Pirouette                                     | Fleurus Presse (UHM)                                     | 4 à 8 ans             | Mensuel         | 54 307    |
| Pomme d'Api                                   | Bayard                                                   | 3 à 7 ans             | Mensuel         | 107 940   |
| Popi                                          | Bayard                                                   | 1 à 3 ans             | Mensuel         | 61 181    |
| Papoum                                        | Fleurus Presse (UHM)                                     | 1 à 3 ans             | Mensuel         | 32 521    |
| Tchika                                        | Lukid                                                    | 7 à 12 ans            | Trimestriel     |           |
| Toboggan                                      | Milan (Bayard)                                           | 5 à 7 ans             | Mensuel         | 68 501    |
| Toombow Kids                                  | Ewing Publication (Mason Ewing Corporation)              | Jusqu'à 18 ans        | Mensuel         |           |
| Toupie                                        | Milan (Bayard)                                           | 3 à 6 ans             | Mensuel         | 62 726    |
| Witch Mag                                     | Disney Hachette (HFM)                                    | ?                     | Mensuel         | 143 953   |
| Zouzous Les P'tits Champions de la maternelle | Milan (Bayard)                                           | 3 à 6 ans             | Bi./Trimestriel | 53        |
| Les cahiers de coloriage Petit Ours Brun      | Bayard                                                   | 3 à 6 ans             | Trimestriel     |           |
| Les Petits Mondes de Petit Ours Brun          | Bayard                                                   | 3 à 6 ans             | Trimestriel     |           |
| Petit Ours Brun Jeux                          | Bayard                                                   | 3 à 6 ans             | Trimestriel     |           |
| Les Grandes Histoires Petit Ours Brun         | Bayard                                                   | 3 à 6 ans             | Trimestriel     |           |
| Le Journal de Monsieur Madame                 | Bayard                                                   | 3 à 6 ans             | Trimestriel     |           |

### Apprentissage de la lecture
| Titre                       | Éditeur (groupe)      | Âge             | Périodicité | Diffusion     |
| --------------------------- | --------------------- | --------------- | ----------- | ------------- |
| Les Belles Histoires        | Bayard                | 4 à 7 ans       | Mensuel     | 45 557        |
| Mille et une Histoires      | Fleurus Presse (UHM)  | 3 à 7 ans       | Mensuel     | 36 038        |
| Je lis déjà                 | Fleurus Presse (UHM)  | 11 à 15 ans     | Mensuel     | 38 645        |
| Je lis des histoires vraies | Fleurus Presse (UHM)  | 8 à 12 ans      | Mensuel     | 36 731        |
| Histoires pour les petits   | Milan (Bayard)        | 3 à 5 ans       | Mensuel     | ?             |
| J'apprends à lire           | Milan (Bayard)        | 6 à 8 ans       | Mensuel     | 40 791        |
| Mes premiers J'aime Lire    | Bayard                | 6 à 7 ans       | Mensuel     | 42 253        |
| J'aime lire                 | Bayard                | 7 à 10 ans      | Mensuel     | 133 472       |
| J'aime Lire Max (ex-D Lire) | Bayard                | 9 à 13 ans      | Mensuel     | 35 648        |
| Je bouquine                 | Bayard                | 10 à 15 ans     | Mensuel     | 21 746        |
| Moi je lis                  | Milan (Bayard)        | 7 à 9 ans       | Mensuel     | 36 607        |
| Minnie lecture              | Disney Hachette (HFM) | ?               | ?           | ?             |
| Petites Histoires           | Milan (Bayard)        | 18 mois à 3 ans | Mensuel     | ?             |
| Tralalire                   | Bayard                | 2 à 5 ans       | Mensuel     | 33 916 (2004) |
| Winnie                      | Disney Hachette (HFM) | ?               | Mensuel     | 98 728        |

### Presse documentaire et scientifique
| Titre                      | Éditeur (groupe)              | Âge                | Périodicité | Diffusion |   |
| -------------------------- | ----------------------------- | ------------------ | ----------- | --------- | - |
| Arkéo Junior               | Faton                         | 7 à 13 ans         | Mensuel     | ?         |   |
| Art Kid's                  | ACD                           | 7 à 12 ans         | Mensuel     | ?         |   |
| Cosinus                    | Faton                         | À partir de 10 ans | Mensuel     | ?         |   |
| Dada                       | Arola                         | À partir de 8 ans  | Mensuel     | ?         |   |
| Fou 2 Sport                | F2S                           | 7 à 12 ans         | Mensuel     | ?         |   |
| La Hulotte                 | Passerage                     | ?                  | Semestriel  | ?         |   |
| Images Doc                 | Bayard                        | 8 à 12 ans         | Mensuel     | 57 837    |   |
| Science et Vie Découvertes | Mondadori France              | 7 à 11 ans         | Mensuel     | ?         |   |
| Tout Comprendre Junior     | Fleurus Presse (UHM)          | 8 à 12 ans         | Mensuel     | 45 320    |   |
| Quelle Histoire Mag        | Fleurus Presse (UHM)          | 7 à 12 ans         | Mensuel     | 40 000    |   |
| National Geographic Kids   | Fleurus Presse (UHM)          | 7 à 12 ans         | Mensuel     | 50 000    |   |
| Patatras ! Mag'            | Coquille d'ours               | À partir de 7 ans  | Bimestriel  | 20 000    |   |
| Petites Mains              | Milan (Bayard)                | 3 à 6 ans          | Bimestriel  | ?         |   |
| Le Petit Léonard           | Faton                         | 7 à 13 ans         | Mensuel     | ?         |   |
| La petite Salamandre       | Les Editions de la Salamandre | 4 à 7 ans          | Bimestriel  |           |   |
| La Salamandre junior       | Les Editions de la Salamandre | 8 à 12 ans         | Bimestriel  |           | ? |
| Virgule                    | Faton                         | 10 à 15 ans        | Mensuel     | ?         |   |
| Wakou                      | Milan (Bayard)                | 3 à 7 ans          | Mensuel     | 53 967    |   |
| Wapiti                     | Milan (Bayard)                | 7 à 13 ans         | Mensuel     | 61 826    |   |
| Youpi                      | Bayard                        | 5 à 8 ans          | Mensuel     | 61 850    |   |

### Presse d'actualité
| Titre                         | Éditeur (groupe)                  | Âge         | Périodicité  | Diffusion |
| ----------------------------- | --------------------------------- | ----------- | ------------ | --------- |
| Le Journal des enfants        | Société alsacienne de publication | 8 à 14 ans  | Hebdomadaire | 45 000    |
| Mon quotidien                 | Play Bac                          | 10 à 14 ans | Quotidien    | 57 000    |
| Le Monde des ados (bimensuel) | Fleurus Presse (UHM)              | 11 à 15 ans | Bimensuel    | 41 014    |
| Mon Petit Quotidien           | Play Bac                          | 6 à 10 ans  | Quotidien    | 67 000    |
| Okapi                         | Bayard                            | 10 à 15 ans | Bimensuel    |           |
| L'actu                        | Play Bac                          | + 14 ans    | Quotidien    |           |
| Actuailes                     |                                   | 10 à 15 ans | Bimensuel    |           |
| Journal Albert                | Journal Albert                    | 9 à 14 ans  | Bimensuel    | 2 000     |

### Presse de bande dessinée
| Titre                | Éditeur (groupe)                | Âge               | Périodicité  | Diffusion |
| -------------------- | ------------------------------- | ----------------- | ------------ | --------- |
| Bugs Bunny Mag       | Panini Kids                     | 8 à 13 ans        | Bimestriel   | ?         |
| Biscoto              | Biscoto éditions                | 8 à 13 ans        | Mensuel      |           |
| Capsule cosmique     | Milan (Bayard)                  | 8 à 14 ans        | Mensuel      | ?         |
| Grodada              | France-Images S.A.              |                   | Mensuel      |           |
| Le Journal de Mickey | Disney Hachette (HFM)           | ?                 | Hebdomadaire | 150 097   |
| J'aime lire BD       | Bayard                          | 8 à 10 ans        | Trimestriel  | ?         |
| Kid Paddle           | Dupuis et Disney Hachette (HFM) | 9 à 14 ans        | Mensuel      | 24 947    |
| Mickey Parade Géant  | Disney Hachette (HFM)           | ?                 | Bimestriel   | 131 013   |
| Picsou Magazine      | Disney Hachette (HFM)           | ?                 | Mensuel      | 134 172   |
| Pif Gadget           | Pif Éditions                    | 7 à 15 ans        | Mensuel      | 88 385    |
| Scooby-Doo !         | Panini Kids                     | 8 à 13 ans        | Mensuel      | ?         |
| Spirou Hebdo         | Dupuis                          | À partir de 8 ans | Hebdomadaire | 41 050    |
| Super Picsou Géant   | Disney Hachette (HFM)           | ?                 | Bimestriel   | 193 074   |
| Tchô ! Le mégazine   | Glénat Média                    | ?                 | Mensuel      | 31 114    |
| Tom&Jerry            | Panini Kids                     | 6 à 8 ans         | Bimensuel    | ?         |

### Presse religieuse
| Titre                   | Éditeur (groupe) | Âge        | Périodicité | Diffusion        |
| ----------------------- | ---------------- | ---------- | ----------- | ---------------- |
| Filotéo                 | Bayard           | 8 à 13 ans | Bimestriel  | 23 862 (éditeur) |
| Prions en église junior | Bayard           | ?          | ?           | ?                |
| Pomme d'Api Soleil      | Bayard           | 5 à 8 ans  | Bimestriel  | 25 000 (éditeur) |
| Just 4U                 | Alliance Presse  | 15-25 ans  | Trimestriel |                  |
| Trampoline              | Alliance Presse  | 8-12 ans   | Trimestriel |                  |
| Tom & Carotte           | Alliance Presse  | 4-8 ans    | Bimestriel  |                  |
| Maximini                | Alliance Presse  | 3-8 ans    | Bimestriel  |                  |

Autres (à classer dans le tableau):
| Titre       | Éditeur (groupe) | Âge        | Périodicité        | Diffusion |
| ----------- | ---------------- | ---------- | ------------------ | --------- |
| Zaza Mimosa | Milan (Bayard)   | 8 à 12 ans | Mensuel            | ?         |
| Manon       | Milan (Bayard)   | 6 à 8 ans  | Mensuel            | ?         |
| Julie       | Milan (Bayard)   | 8 à 12 ans | Mensuel            | ?         |
| Mobiclic    | Milan (Bayard)   | 7 à 13 ans | Mensuel sur CD-Rom | ?         |
| Toboclic    | Milan (Bayard)   | 4 à 7 ans  | Mensuel sur CD-Rom | ?         |

Oskarpresse a mis en place son bimestriel Hugo et Lucas (30 000 exemplaires)
Le magazine Capsule cosmique a cessé de paraître en juin 2006. Le magazine Grodada a cessé de paraître en 1996.

## La presse pour adolescents et jeunes adultes
Légende tableau
- Titre : titre de la publication.
- Éditeur (groupe) : l'éditeur publiant le titre de presse peut être la filiale d'un groupe de presse groupe dont le nom est précisé entre parenthèses.
- Âge : tranche d'âge visée par l'éditeur.
- Périodicité
- Diffusion : chiffres des ventes moyennes par numéro en France en 2005 (France payée 2005) publiés soit par l'OJD soit par les éditeurs.

| Titre                   | Éditeur (groupe)                                   | Âge         | Périodicité            | Diffusion      |
| ----------------------- | -------------------------------------------------- | ----------- | ---------------------- | -------------- |
| L'Actu                  | Play Bac                                           | 14 à 16 ans | Quotidien              | 26 000         |
| Fan 2                   | M6 Éditions                                        | ?           | Mensuel                | 128 837        |
| Géo Ado                 | Milan (Bayard)                                     | ?           | Mensuel                | ?              |
| Lolie                   | Milan (Bayard)                                     | 12 à 16 ans | Mensuel                |                |
| Okapi                   | Bayard                                             | 14 à 16 ans | Bimensuel              | 65 843         |
| Star Club               | Edi-Press                                          | 10 à 17 ans | Mensuel                | 99 675         |
| Le Monde des ados       | Fleurus (La Vie-Le Monde)                          | 11 à 15 ans | Hebdomadaire           | 36 749         |
| Today in English        | Bayard                                             | Dès 15 ans  | Mensuel                | 20 794         |
| Just 4U                 | Alliance Presse                                    | 15-25 ans   | Trimestriel            |                |
| Phosphore               | Bayard                                             | Dès 15 ans  | Hebdomadaire           | 43 581         |
| I Love English For kids | Bayard                                             | 8 à 11 ans  | Mensuel                | ?              |
| I Love English          | Bayard                                             | 12 à 15 ans | Mensuel                | 30 059         |
| Science & Vie Junior    | Mondadori France                                   | 13 à 17 ans | Mensuel                | 151 000        |
| One                     | ?                                                  | 13 à 17 ans | ?                      | ?              |
| Séries Mag              | ?                                                  | ?           | ?                      | ?              |
| Sept Autour du Monde    | Cabrera Éditions                                   | 10 à 15 ans | Mensuel                | 25 000         |
| Starac Mag              | Edi-Presse                                         |             |                        |                |
| Hit Machine Girl        |                                                    |             |                        |                |
| Super                   | Aventures & Voyages puis Panini (maison d'édition) | 12 à 18 ans | Mensuel                | 130 000 (2004) |
| Like Hit !              | Aventures & Voyages puis Panini (maison d'édition) | 12 à 18 ans | Mensuel                | 110 000 (2004) |
| 16 Etc                  | Panini (maison d'édition)                          | 14 à 18 ans | Mensuel                | 60 000 (2004)  |
| Génération Star School  | Panini (maison d'édition)                          | 12 à 18 ans | Mensuel                | 35 000 (2004)  |
| Tribu Rock              | Aventures & Voyages puis Panini (maison d'édition) | 12 à 18 ans | Mensuel                | 45 000 (2004)  |
| SUPERFOOT MAG           | Panini (maison d'édition)                          | 12 à 18 ans | Mensuel                | 45 000 (2004)  |
| TOP SECRETS             | Aventures & Voyages                                | 10 à 16 ans | Bimensuel puis Mensuel | 110 000 (1998) |
| Kezako Mundi            | Enrick B. Editions                                 | 14 à 18 ans | Mensuel                | (2007)         |

Mais aussi
- Miss (parution suspendue en 2006), Edi-Presse, mensuel, 10 à 17 ans
- Salut (parution suspendue en 2006), Edi-Press, mensuel, 10 à 17 ans

## Disparus
- Pilote
- Tintin
- Marin Malin (Aquatic Presse)
- Graindor et Mirlidor, deux magazines jeunesse (éditeur imaginedition)